# Oman na Letnich Igrzyskach Olimpijskich 2012
Oman na Letnich Igrzyskach Olimpijskich 2012, które odbyły się w Londynie, reprezentowało 4 zawodników. Nie zdobyli oni żadnego medalu.
Był to ósmy start reprezentacji Omanu na letnich igrzyskach olimpijskich.

## Reprezentanci

### Lekkoatletyka
Mężczyźni
| Zawodnik                  | Konkurencja | Preeliminacje | Preeliminacje | Eliminacje | Eliminacje | Półfinał | Półfinał | Finał | Finał   |
| Zawodnik                  | Konkurencja | Wynik         | Miejsce       | Wynik      | Miejsce    | Wynik    | Miejsce  | Wynik | Miejsce |
| ------------------------- | ----------- | ------------- | ------------- | ---------- | ---------- | -------- | -------- | ----- | ------- |
| Barakat Mubarak Al-Harthi | 100 m       | BYE           | BYE           | 10,41      | 7.         | NQ       | NQ       | NQ    | NQ      |
| Ahmed Mohamed Al-Merjabi  | 400 m       | —             | —             | DNS        | DNS        | NQ       | NQ       | NQ    | NQ      |

Kobiety
| Zawodnik                | Konkurencja | Preeliminacje | Preeliminacje | Eliminacje | Eliminacje | Półfinał | Półfinał | Finał | Finał   |
| Zawodnik                | Konkurencja | Wynik         | Miejsce       | Wynik      | Miejsce    | Wynik    | Miejsce  | Wynik | Miejsce |
| ----------------------- | ----------- | ------------- | ------------- | ---------- | ---------- | -------- | -------- | ----- | ------- |
| Shinoona Salah Al-Habsi | 100 m       | 12,45         | 4.            | NQ         | NQ         | NQ       | NQ       | NQ    | NQ      |

### Strzelectwo
Mężczyźni
| Zawodnik       | Konkurencja   | Kwalifikacje | Kwalifikacje | Finał | Finał   |
| Zawodnik       | Konkurencja   | Wynik        | Pozycja      | Wynik | Pozycja |
| -------------- | ------------- | ------------ | ------------ | ----- | ------- |
| Ahmed Al Hatmi | Trap podwójny | 129          | 19.          | NQ    | NQ      |